# Naram-Sin (Akkad)

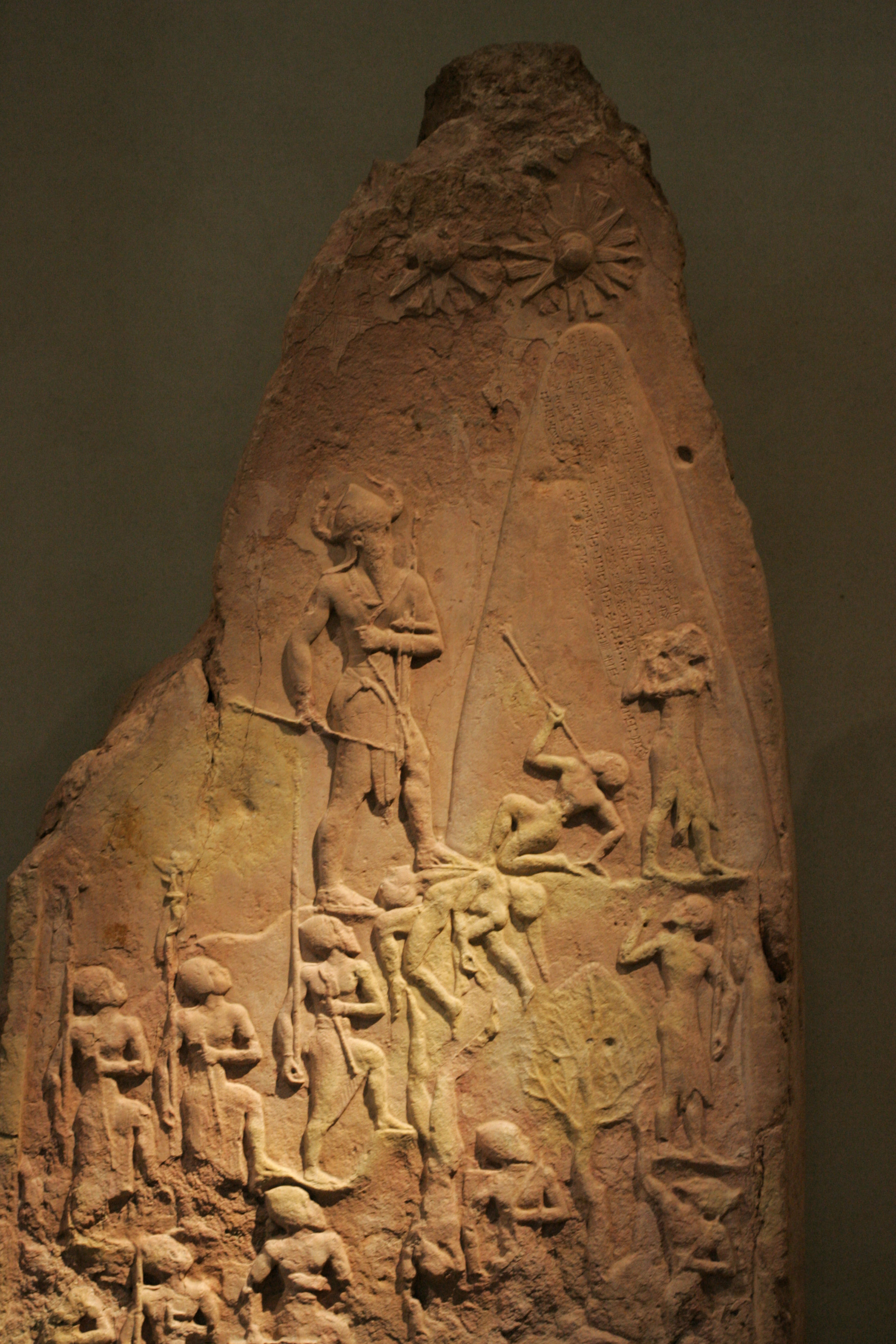
Narām-Sîn-Stele. An den Hörnern ist die eigene Vergöttlichung erkennbar. Louvre Inventarnummer SB 4

Naram-Sîn/Suen, später DingirNaram-Sin/Suen, auch Naramsin (von Akkade) genannt (geboren 2254 v. Chr.; gestorben um 2218 v. Chr.), war von 2273 bis 2219 v. Chr. (mittlere Chronologie) bzw. 2209 bis 2155 v. Chr. (kurze Chronologie) König von Akkad, der während seiner Regierungszeit vergöttlicht wurde (Gottesdeterminativ Dingir).
Namensbedeutung: Der von Sin/Suen Geliebte.

## Regierungsverlauf
Die Regierung Naram-Sîns begann mit einem Aufstand babylonischer Städte, an dem auch Mari, Magan, Elam, Warahše im Osten, Mardaman und Šimurru teilnahmen. Ein großer Teil seiner Regierungszeit wurde durch Feldzüge eingenommen, die ihn noch weiter herumführten als den berühmten Sargon, den Begründer der Dynastie. Im Zagros führte er Krieg gegen die Lullubi unter König Anubanini. Im Norden scheint seine Herrschaft bis nach Urkeš im Gebiet der Hurriter gereicht zu haben.
In Tell Brak am oberen Chabur ließ er, wie Ziegelinschriften belegen, einen befestigten Palast anlegen, der große Magazine enthielt. Die Garnison kontrollierte vermutlich den Handel mit dem Hochland. In einigen Räumen wurden Getreidereste, in anderen Gold, Silber und Edelsteine gefunden.
Ein großer Teil Nordsyriens befand sich zu dieser Zeit unter akkadischer Herrschaft. Naram-Sin eroberte Subartu und erreichte das obere Meer (Mittelmeer), das Taurusgebirge und die Zedernberge des Amanos. Mit Byblos wurde Handel getrieben. Nach einer Inschrift auf einer Streitkeule eroberte Naram-Sin Armanum, wo er den König Riš-Adad an die Pfosten des Eingangstores band, sowie Ebla und Elam. Naram-Sin soll der erste König gewesen sein, der Armanum und Ebla heimgesucht habe (allerdings hatte sich bereits Sargon der Eroberung Eblas gerühmt). Dieser Sieg wird auf 2275 v. Chr. oder 2250 v. Chr. angesetzt. Archäologisch konnte eine Eroberung von Ebla allerdings bisher nicht belegt werden. Manche Forscher nehmen daher an, dass die Bezeichnung Eb/ibla der Keilschrifttexte nicht den Tell Mardich meint. Naram-Sin rühmt sich, „Magan“ besiegt und „Mani[um], den Herrn von Magan gefangen genommen“ zu haben. Mani[um] hatte zuvor gegen die Oberherrschaft von Naram-Sin revoltiert und kriegerische Aktionen in Babylonien unternommen, die Naram-Sin niederschlug.
Mehrere von Naram-Sins Töchtern bekleideten hohe Positionen in den Städten des Reiches. En-men-ana war Entu-Priesterin des Sin im Egipar in Ur (belegt durch einen Siegelabdruck aus Girsu), Tuta-napšum war Naditum-Priesterin im Ekur in Nippur und Sumšani war Entu-Priesterin des Šamaš in Sippar.
Wie bei Sargons Tochter En-hedu-anna, Priesterin des Nanna in Ur, kann man davon ausgehen, dass sie alle neben der religiösen Funktion auch die politische Kontrolle über die entsprechenden Städte innehatten oder diese zumindest mit beeinflussten.
Ein Siegel seiner Tochter Tar'am-Agade wurde in Urkeš am Chabur gefunden. Da es eine Tierkampfszene (ein nackter Held bezwingt einen Wasserbüffel) zeigt, nehmen Buccellati und Kelly-Buccellati an, dass sie keine Priesterin war, sondern eine politische Funktion wahrnahm. Vielleicht war sie die Gemahlin des dortigen endan, des Herrschers.

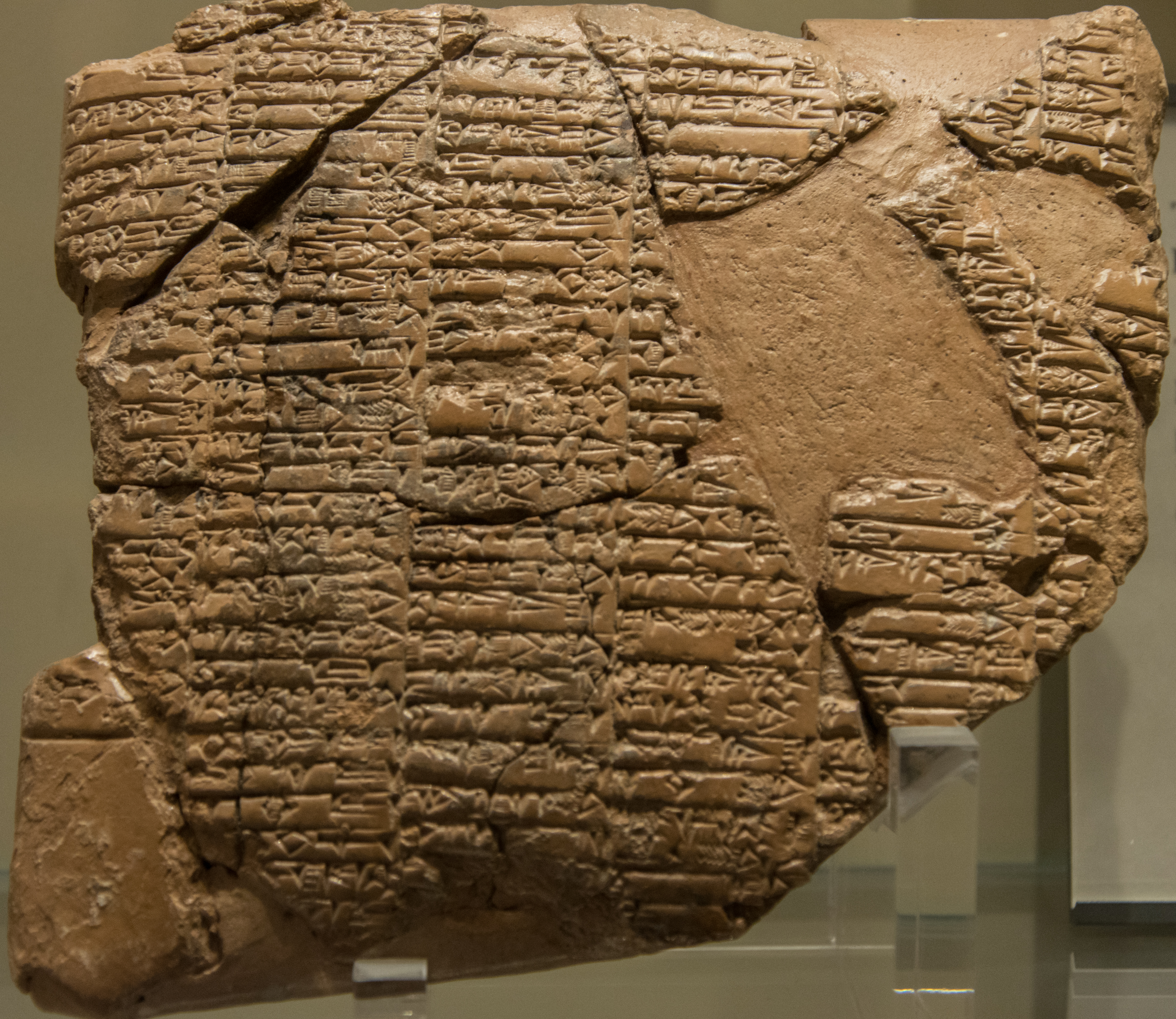
Vertrag zwischen Naram-Sin und dem König von Elam, Herrscher von Susa; elamitischer Text in akkadischer Schrift. Es handelt sich um das älteste im Original überlieferte diplomatische Dokument, entstanden um 2250 v. Chr. Louvre Inventarnummer SB 8833

Dass Naram-Sin mit Elam einen Vertrag schloss (dessen elamitische Version erhalten ist), wird als Indiz dafür gedeutet, dass er diesen Staat nicht mehr niederwerfen konnte wie die Kriegsgegner vor ihm – Anzeichen des beginnenden Niederganges. In der Folge wurde Elam unter Kutik-inšušuinak völlig selbständig.
Naram-Sins Nachfolger war sein Sohn Šar-kali-šarri, mit dessen 25-jähriger Regierungszeit das Reich von Agade endete. Nach altbabylonischen Überlieferungen war am Untergang des Reiches ein Frevel Naram-Sins gegen den Gott Enlil schuld, da er dessen bedeutendstes Heiligtum, den Ekur von Nippur, geplündert hatte. Danach verließ Inanna Akkad und es kam mit dem „Volk, welches keine Zügel duldet“ solches Unheil über Akkad, dass der Meerfahrer sein Boot nicht mehr segeln konnte, der Königsbote seinen Weg nicht vollenden konnte, die Felder kein Korn hervorbrachten, die Fischteiche keine Fische, die Stadttore zu Staub wurden und Räuber auf den Straßen hausten. Schließlich beschlossen die Götter, dass Akkad zerstört werden müsse, um die anderen Städte Mesopotamiens zu retten.

## Herrschertitel
Er führte die Titel des „Königs der vier Weltgegenden“, „Gott von Akkad“ und „Ehegatte der Ischtar Annunitum“ und ließ seinen Namen mit dem Gottes-Determinativ schreiben, Eide wurden unter anderem in seinem Namen geschworen. In der Tat wurde ihm in der Ur-III-Zeit göttliche Verehrung dargebracht, wie auch seinem Großvater Sargon. Auf der Naram-Sin-Stele trägt er eine einfache Hörnerkrone, wie sie sonst nur niederen Gottheiten zusteht.

## Nachkommen
- Sar-kali-šarri, Nachfolger als König von Akkad
- Lipitili, ensi (Statthalter) von Marad
- Tar'am-Agade, Königin von Urkeš?
- En-men-ana, Entu-Priesterin des Nanna in Ur
- Tuta-napšum, Priesterin in Nippur
- Sumšani, Priesterin in Sippar.

## Bildwerke
- Die zwei Meter hohe Narām-Sîn-Stele[5] (heute im Louvre) zeigt den König in kurzem Schurz, mit bloßem Oberkörper und mit Hörnerkrone, wie er im Bergland dem besiegten Lullubi gegenübertritt. Er trägt Bogen und Keule, in der rechten Hand hält er einen Pfeil. Ob der Feind ihm gegenüber sich mit einem Speer selbst entleibt oder vom Pfeil des Großkönigs getroffen ist, lässt sich nur schwer entscheiden. Die Stele des Naramsin von Akkade war, wie die Inschrift belegt, ursprünglich in Sippar aufgestellt, wurde aber 1898 bei Ausgrabungen in Susa gefunden (Schnitte 7 und 7α). Eine Inschrift von Šutruk-Naḫḫunte (1185–1155) beschreibt seine Eroberungen in Babylonien (1158) und berichtet, wie er Sippar zerstörte und die Stele nach Susa brachte, um sie dem Gott Inšušinak zu weihen. Die ursprüngliche Inschrift des Naram-Sin ist beschädigt, Bahrani (2003) nimmt an, dass dies durch die Elamiter geschah. Außer der Stele wurden auch Kudurri, Steinplatten mit Inschriften und vermutlich die Stele des Hammurabi nach Susa gebracht[6].
- Eine weitere Stele des Naram-Sin stammt aus Pir Hüseyin 26 km von Diyarbakır in der Türkei. Sie besteht aus Diorit und zeigt den Herrscher, wie er einen Feind erschlägt.
- Das mit Naram-Sin in Zusammenhang gebrachte Felsrelief von Darband-i Gaur in Irakisch-Kurdistan konnte nach eingehenden ikonografischen Untersuchungen einem unbekannten Herrscher zugeschrieben werden. Die Abbildung zeigt einen König barfüßig bei einem triumphierenden Aufstieg in ein Bergland; erschlagene Feinde liegen zu seinen Füßen. Die Kleidung unterscheidet sich in wesentlichen Teilen von der des Naram-Sin, der immer mit einem langen Gewand und Lendenschurz sowie einem doppelknotigen Gürtel dargestellt wird. Auf der Zeichnung des Felsreliefs trägt der Herrscher zusätzlich einen Rock, wobei auch die Proportionen Unterschiede aufweisen.[7]